# Anandra albomarginata
Anandra albomarginata är en skalbaggsart som först beskrevs av Maurice Pic 1927.  Anandra albomarginata ingår i släktet Anandra och familjen långhorningar.
Artens utbredningsområde är Laos. Inga underarter finns listade i Catalogue of Life.